# Ashley (Wario Ware)
Ashley es un personaje que aparece en los múltiples micro juegos de la serie WarioWare, Inc., videojuego de Nintendo. Es una joven bruja de 15 años.
En la ciudad de Wario, Ashley es una bruja muy talentosa y muy joven que viene acompañada siempre de Red, un demonio que es capaz de transformarse en su vara mágica. A través de él, realiza sus conjuros utilizando muchos libros en una ampliada biblioteca. En su mansión, suele haber libros vivos, y experimentos muy avanzados en su estilo.
Los intereses de Ashley se centran en todo lo que representa al terror, como las calaveras o los fantasmas. Lejos de considerarse una bruja malvada, su personalidad se ajusta a la de una niña joven e inocente pero de gustos excéntricos.
Comúnmente va volando en una escoba y vive en una mansión llena de misterios, pero sus microjuegos no siempre siguen esta temática.

## Apariciones
Aunque no ha aparecido en muchos juegos de WarioWare, Inc., Ashley se ha convertido en un personaje popular entre los fanes. Aparece en:
- WarioWare: Touched!
- WarioWare: Smooth Moves
- Game & Wario
- WarioWare Gold
- WarioWare: Get It Together!
- WarioWare: Move It!

## Curiosidades
- Ashley tiene un tocadiscos con su tema musical. Es conocido el rumor[cita requerida] de que si lo haces girar muy rápido suena un mensaje subliminal (Solo en la versión inglesa de "Ashley's song"); "I've granted kids to hell".

- Cuando se enfada, sus ojos se cubren de rojo y su cabello se vuelve blanco.

- Su popularidad ha llevado a incluir en la serie Super Smash Bros. con su tema principal (en inglés y japonés) en el escenario de Wario Ware y como ayudante en Super Smash Bros. para 3DS y Wii U. Repite en Super Smash Bros. Ultimate como ayudante y también como espíritu en el modo aventura "El mundo de estrellas perdidas", con categoría As.

- El tema musical de Ashley en inglés dice que es mala y no tiene amigos mientras que la versión japonesa dice que es la persona más querida por todos.

- Tiene un muñeco de conejo mal cosido que representa su inocencia y casi siempre lo lleva encima.

- Datos: Q127378755